# Argentina (Schiff, 1958)
Die Argentina war ein 1958 in Dienst gestelltes Passagierschiff der US-amerikanischen Reederei Moore-McCormack. Nach ihrer Ausmusterung vom Liniendienst wurde sie 1972 für Kreuzfahrten umgebaut. Das Schiff wechselte in seiner mehr als vierzig Jahre andauernden Dienstzeit mehrfach den Eigner und Namen, ehe es 2003 unter dem Namen New Orleans zum Abbruch ins indische Alang ging.

## Geschichte
Die Argentina entstand unter der Baunummer 468 in der Werft von Ingalls Shipbuilding in Pascagoula und lief am 12. März 1958 vom Stapel. Nach der Übernahme durch Moore-McCormack am 9. Dezember 1958 wurde das Schiff am 12. Dezember für den Liniendienst von New York nach Buenos Aires in Dienst gestellt. Die Argentina gehörte zusammen mit ihrem Schwesterschiff Brasil zu den letzten Linienpassagierschiffen, die in den Vereinigten Staaten gebaut wurden. Neben dem Liniendienst wurde das Schiff schon bei seinem Bau auch für Kreuzfahrten konzipiert. Zu den baulichen Besonderheiten der Argentina zählte ihr falscher Schornstein, in dem sich eine Aussichtsplattform befand. Auf dem durch Blicke geschützten „Schornstein“ war zudem ein Liegedeck zum Nackt-Sonnenbaden untergebracht. Der richtige Schornstein des Schiffes befand sich nahe des Hecks.
1963 erhielt die Argentina bei Bethlehem Steel in Baltimore einen Umbau und konnte fortan bis zu 671 Passagiere befördern. In zusätzlichen Decksaufbauten oberhalb der Kommandobrücke wurden weitere Kabinen sowie eine Observations-Lounge eingebaut. Dies war eine Reaktion auf die sinkenden Passagierzahlen durch die konkurrierenden Fluglinien.
1972 ging die Argentina in den Besitz der Holland-America Line über und erhielt den Namen Veendam, ehe sie im September 1972 in der Lloyd Werft Bremerhaven zu einem Kreuzfahrtschiff umgebaut wurde. Die Tonnage des Schiffes erhöhte sich dadurch von 14.984 auf 23.872 BRT. Am 17. Juni 1973 brach die Veendam zu ihrer ersten Kreuzfahrt von Rotterdam nach New York auf, wurde jedoch bereits am 14. Mai 1974 in Hampton Roads aufgelegt.
Im Dezember 1974 charterte die Agence Maritime International das Schiff unter dem Namen Brasil für Kreuzfahrten ab Rio de Janeiro, ehe es im April 1975 wieder als Veendam an die Holland-America Line zurückging. Von 1976 bis 1978 wurde die Veendam abermals verchartert und als Monarch Star von Monarch Cruise Lines eingesetzt.
Das seit 1981 auf den Niederländischen Antillen registrierte Schiff blieb noch bis Mai 1984 für Holland-America in Fahrt, ehe es als Bermuda Star an die Bermuda Cruise Line (ab 1989 Bermuda Star Line) mit Sitz in Panama-Stadt verkauft wurde. 1990 ging die Bermuda Star als Enchanted Isle an die Commodore Cruise Line, die sie unter anderem ab Mai 1993 für Kreuzfahrten von Kiel nach Norwegen einsetzte.

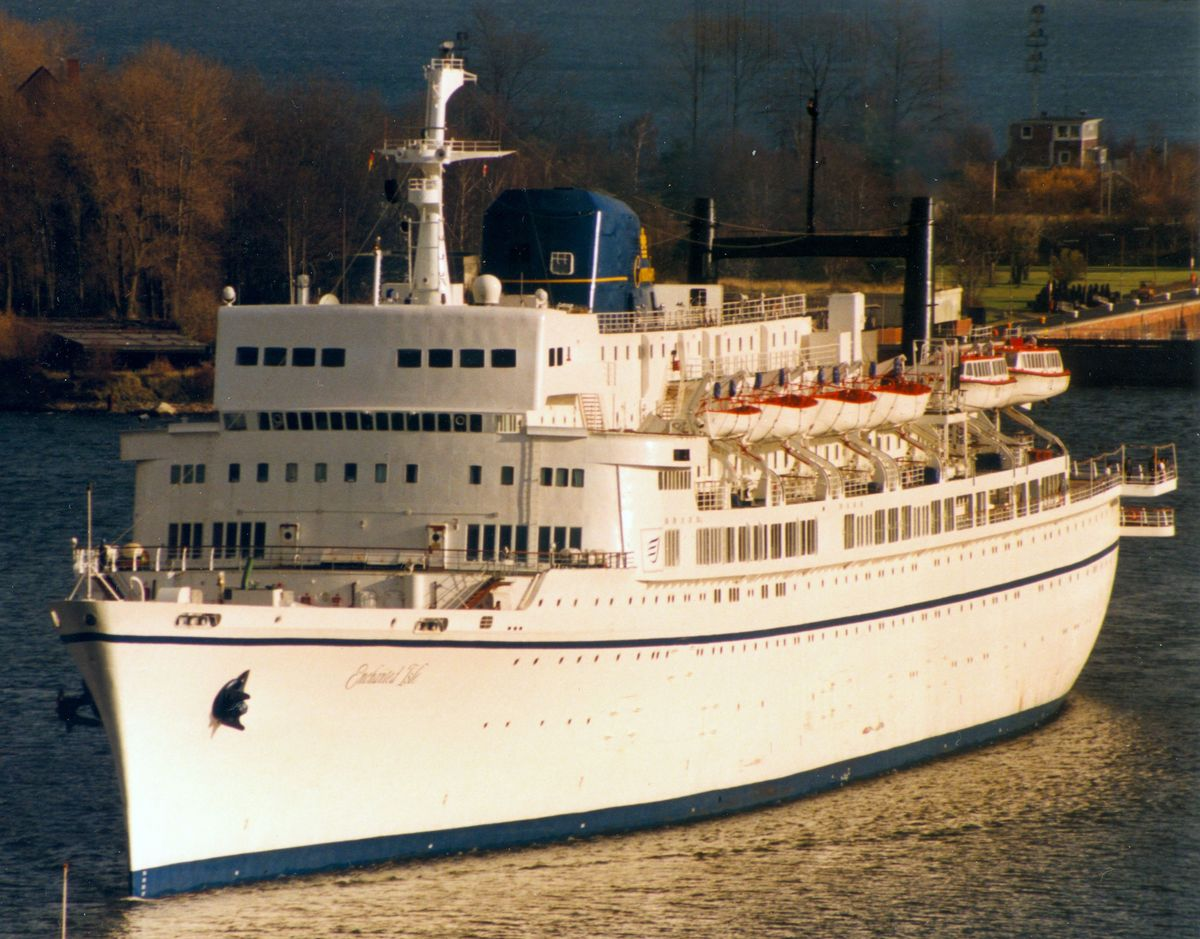
Als Enchanted Isle im Nord-Ostsee-Kanal, November 1994

Im August 1993 wurde das Schiff als Commodore Hotel nach St. Petersburg überführt, um dort als Hotelschiff eingesetzt zu werden. Nach genau einem Jahr kehrte es im August 1994 wieder als Enchanted Isle in den Kreuzfahrtdienst für den US-Markt zurück. Nach weiteren sechs Jahren im Dienst musste die 1995 in New Commodore Cruise Line umbenannte Reederei im Dezember 2000 Insolvenz anmelden. Die Enchanted Isle wurde daher ausgemustert und in Louisiana aufgelegt.
Nach fast drei Jahren Aufliegezeit wurde das Schiff im Juli 2003 in New Orleans umbenannt und zum Abwracken nach Indien verkauft. Am 9. Dezember 2003 traf die New Orleans in Alang ein, wo in den Monaten darauf der Abbruch erfolgte.
Das Schwesterschiff Brasil wurde ebenfalls zu einem Kreuzfahrtschiff umgebaut und war zuletzt unter dem Namen Universe Explorer in Fahrt, ehe es 2004 ebenfalls in Alang abgewrackt wurde.